# Žatčany
Žatčany jsou obec v okrese Brno-venkov v Jihomoravském kraji, v Dyjsko-svrateckém úvalu. Žije zde 947 obyvatel.
Jedná se o vinařskou obec ve Velkopavlovické vinařské podoblasti (viniční tratě Velká niva, Vinohrádky).

## Název
Nejstarší písemný doklad z roku 1141 v podobě Satcane ukazuje, že na vesnici bylo přeneseno původní pojmenování jejích obyvatel Zatčané – "lidé od zátče". Záteč bylo pojmenování pro úzké místo na vodním toku, kde se zastavovala voda nebo kde se shromažďovaly ledy (jméno bylo odvozeno od slovesa zatkati – "zastavit"). Počáteční Ž- vzniklo dálkovou asimilací palatálnosti k č ve druhé slabice (avšak v místní lidové mluvě se počáteční Z- udrželo až do 20. století).

## Historie
První písemná zmínka o obci pochází z roku 1141. V roce 1949 byly Žatčany spojeny se sousedními Třebomyslicemi do současné obce.
V letech 2002–2006 byl starostou obce Oldřich Zapoměl, v letech 2006–2010 Jaroslav Osička. Od roku 2010 vede obec František Poláček.

## Obyvatelstvo
| Rok            | 1869 | 1880 | 1890 | 1900 | 1910 | 1921 | 1930 | 1950 | 1961 | 1970 | 1980 | 1991 | 2001 | 2011 | 2021 |
| -------------- | ---- | ---- | ---- | ---- | ---- | ---- | ---- | ---- | ---- | ---- | ---- | ---- | ---- | ---- | ---- |
| Počet obyvatel | 715  | 755  | 781  | 800  | 902  | 937  | 935  | 859  | 922  | 856  | 804  | 764  | 757  | 767  | 907  |
| Počet domů     | 111  | 114  | 125  | 153  | 175  | 191  | 220  | 239  | 245  | 247  | 248  | 281  | 284  | 288  | 324  |

Vývoj počtu obyvatel

## Pamětihodnosti
- Kostel Nejsvětější Trojice
- Kaple svaté Maří Magdalény – pohřební kaple z počátku 17. století, nachází se u kostela
- Floriánův kříž z roku 1766 u kostela
- Bývalý mlýn na západním okraji obce
- Přírodní památka Písky (severně od obce)

## Galerie

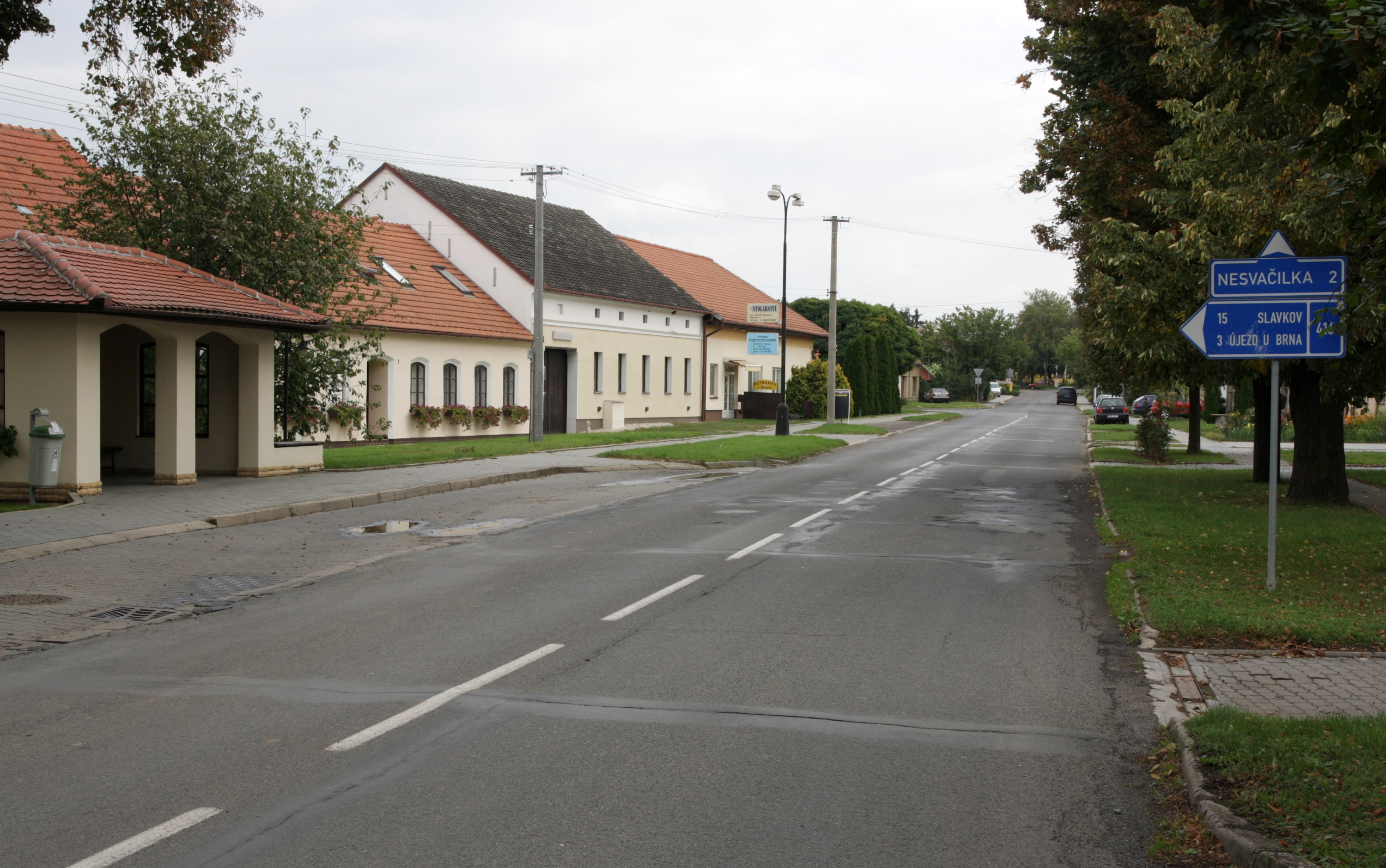
Náves
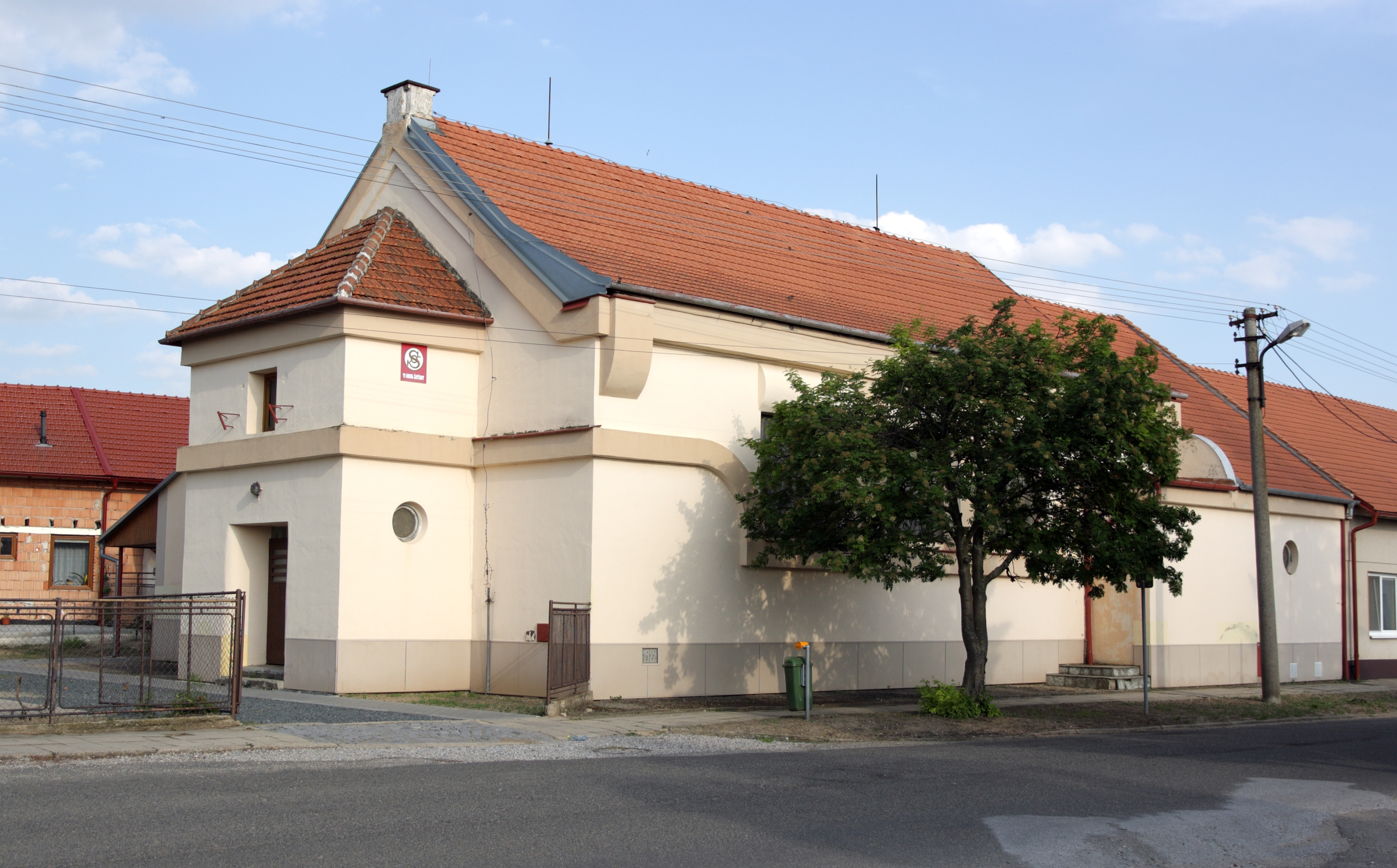
Sokolovna
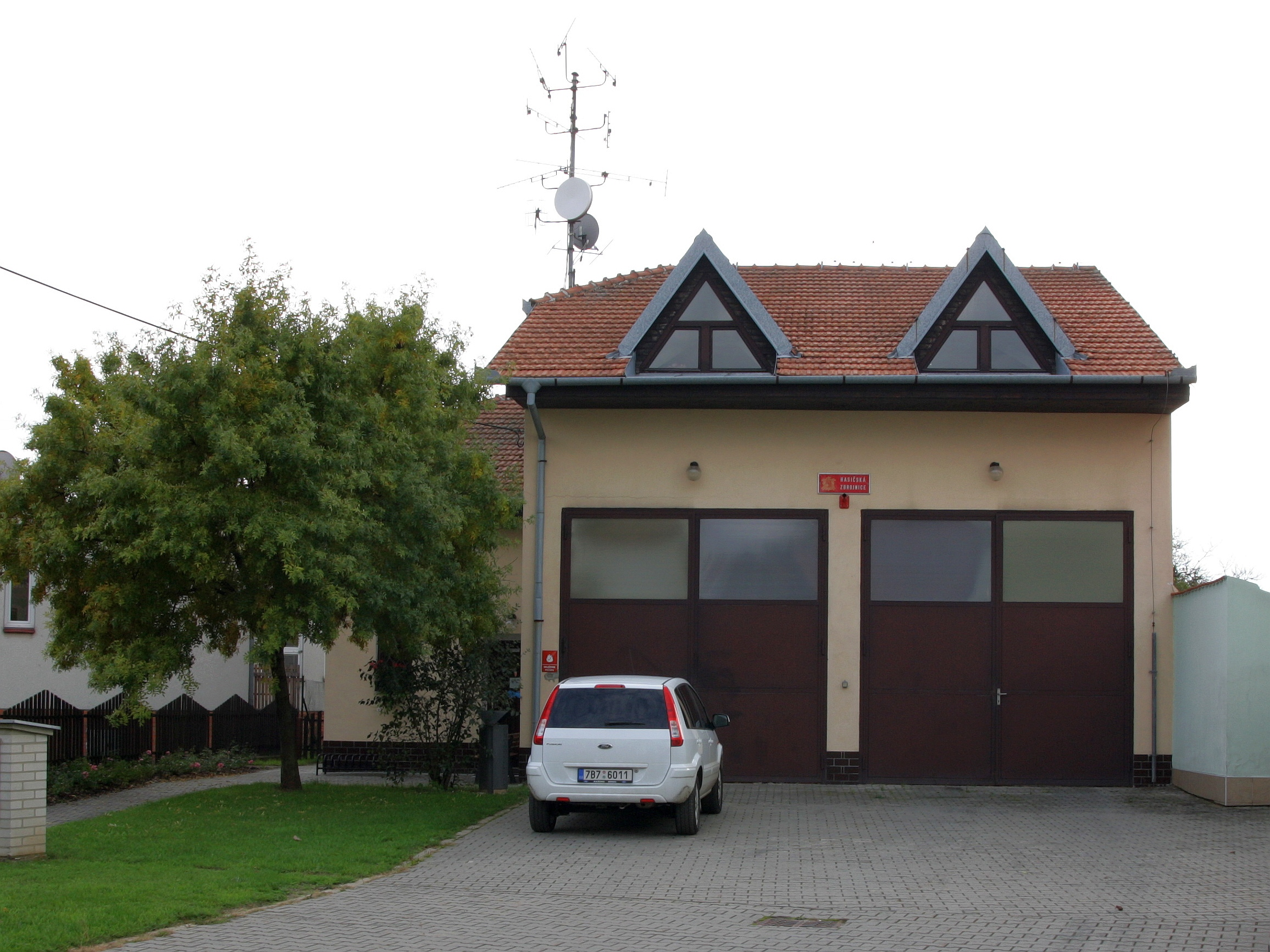
Hasičská zbrojnice a obecní úřad
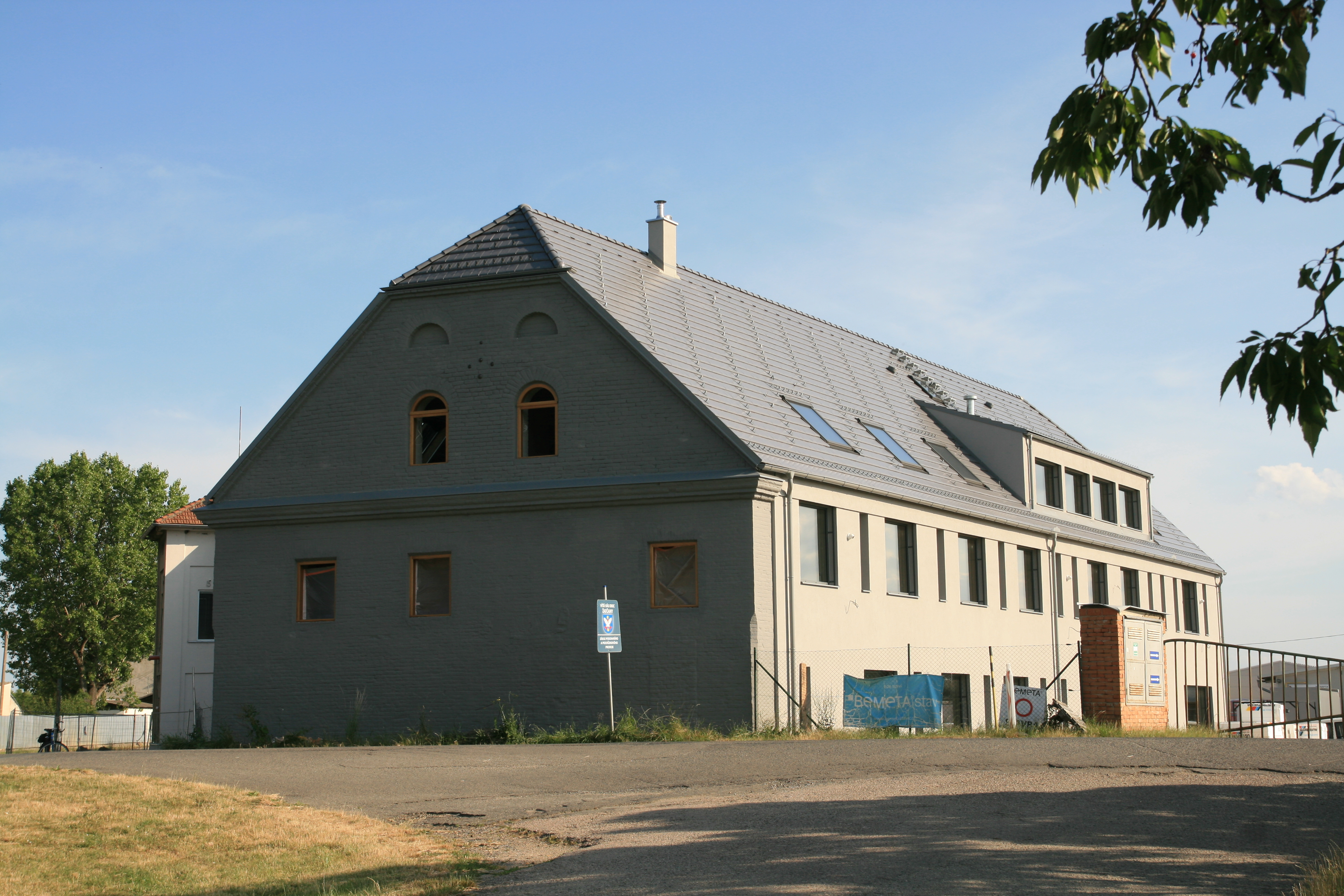
Bývalý mlýn
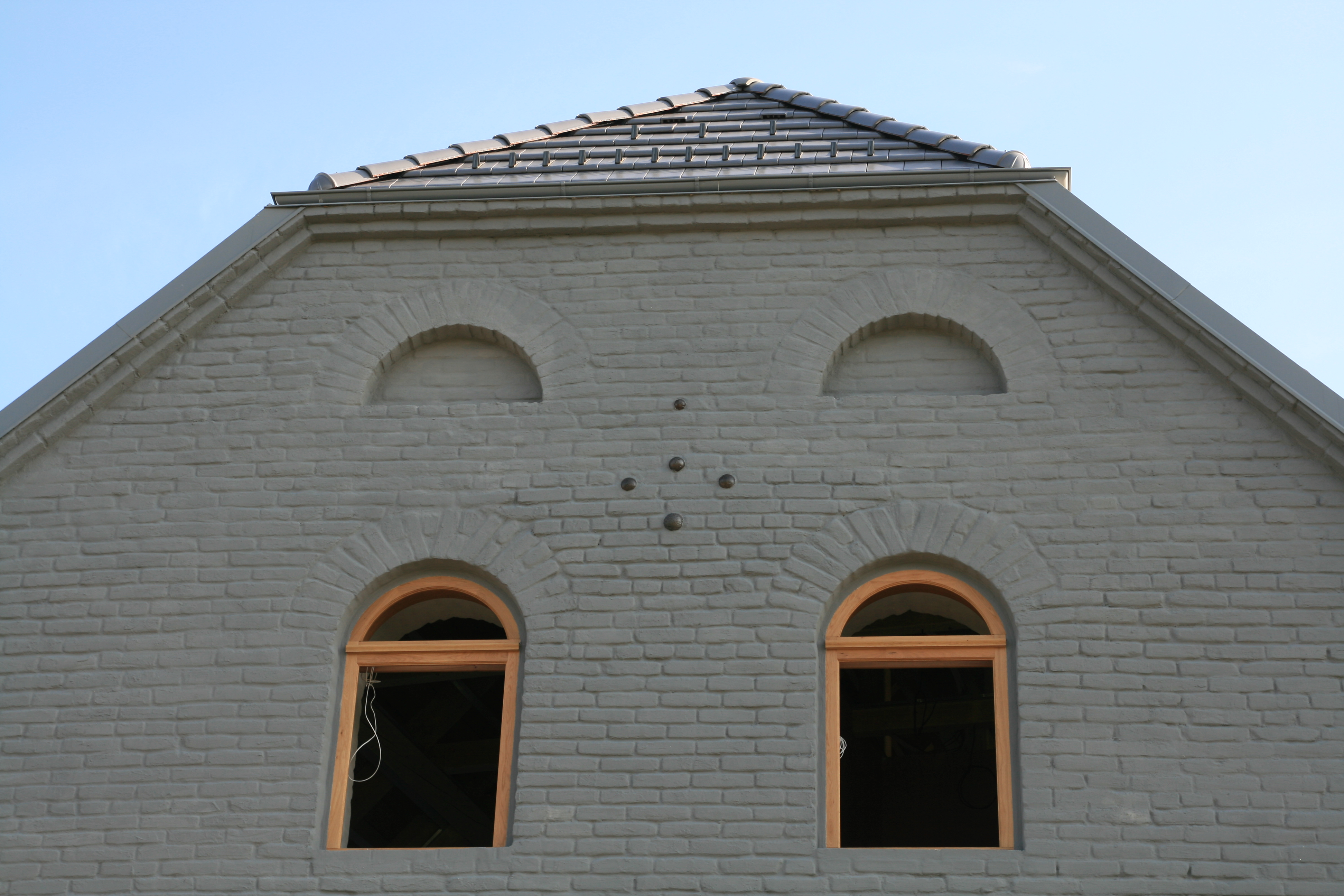
Dělové koule z bitvy u Slavkova ve štítu mlýna